# Gynopterus variegatus
Gynopterus variegatus is een keversoort uit de familie klopkevers (Ptinidae). De wetenschappelijke naam van de soort werd in 1792 gepubliceerd door Pietro Rossi.